# فام أب
شركة إدارة الأصول فاونديشن ( فام أيه بي ) هي شركة سويدية لإدارة الأصول، أسستها أكبر ثلاث مؤسسات تابعة لمجموعة والينبرغ لإدارة أصولها ، من خلال الملكية المباشرة واتفاقيات الإدارة والاستشارات . يرأسها ماركوس والينبرغ ، الذي يرأس أيضًا شركة والينبرغ للاستثمارات، وهي الشركة القابضة المالكة المباشرة لشركة فام أب. 
تُدار هذه المؤسسات وتبرعاتها وتُدار من خلال شركة فرعية. تشير مؤسسات والينبرغ إلى 16 مؤسسة غير ربحية أسسها أفراد من عائلة والينبرغ ، والتي تُشكل ما يُعرف في السويد بمنظومة والينبرغ. 

## الملكية والهيكل التنظيمي
شركة فام أيه بي مملوكة لشركة والينبرغ للاستثمارات أيه بي، وهي شركة مملوكة بالكامل لأكبر ثلاث مؤسسات والينبرج والتي تتكون مما يلي: 
- مؤسسة كنوت وأليس والينبرغ ، تأسست عام 1917.
- مؤسسة ماريان وماركوس والينبرغ ، تأسست عام 1963.
- مؤسسة ماركوس وأماليا والينبرغ ، تأسست عام 1960.

تستفيد مؤسسات والينبرغ من جميع الأرباح التي تحصل عليها شركة والينبرغ للاستثمارات أيه بي، حيث يتم توجيه 80% منها بعد ذلك إلى منح من قبل المؤسسات ويتم إعادة استثمار 20% عبر شركة شركة والينبرغ للاستثمارات أيه بي. 
كان آل والينبرغ، من خلال شركة فام أيه بي، من المساهمين الرئيسيين في شركة الطيران السويدية ساس منذ عام 1946، حيث كانوا يسيطرون على حصة قدرها 7.5٪ من الشركة.  انتهت حصتهم في الشركة كجزء من إعادة هيكلة شركة الطيران بعد جائحة كوفيد-19. 

## أكبر الحيازات اعتبارًا من 31 ديسمبر 2023
- إس كيه إف – 13.7 مليار كرونة سويدية (حصة 15%، حقوق تصويت 29%)
- ستورا إنسو - 11.1 مليار كرونة سويدية (حصة 10.2%، حقوق تصويت 27.3%)
- مونترز – 8.4 مليار كرونة سويدية (28% حصة وحقوق التصويت)
- غابات كوبارفورس – 10 مليار كرونة سويدية (100% حصة وحقوق تصويت)
- هوغاناس – 5.8 مليار كرونة سويدية (50.0% حصة، 50.0% حقوق التصويت)
- مجموعة جراند - غير مدرجة (حصة 100٪ وحقوق التصويت)

- القائمة الكاملة للممتلكات .

## روابط خارجية
- الموقع الرسمي